# Zylinderstauchversuch

Probe zwischen den Stauchbahnen

Probenform mit ausgedrehten Schmiertaschen

Der Zylinderstauchversuch dient als Verfahren der Werkstoffprüfung der Ermittlung von Werkstoffeigenschaften. Der Zylinderstauchversuch ist eine Variante des Druckversuchs mit zylindrischer Probenform. Primäres Ergebnis des Versuchs ist die Fließkurve, aus der weitere Parameter abgeleitet werden können. Dazu gehören Parameter von Verfestigungsmodellen.
Im Versuch wird eine zylindrische Probe mit Radius r0 und Höhe h0 zwischen zwei parallelen, über die Probenstirnflächen {\displaystyle A} hinausragenden, Werkzeugflächen gestaucht. Dabei wird die benötigte Presskraft F und die zugehörige Probenhöhe h ermittelt. Aus der Anwendung des dritten Newtonschen Axioms lässt sich das Kräftegleichgewicht zwischen der durch die Prüfmaschine erzeugten Kraft und der vom Werkstoff entgegengebrachten gleich großen Kraft {\displaystyle k_{f}\,A} formulieren:
{\displaystyle F=k_{f}\,A}
und nach der Fließspannung kf auflösen:
{\displaystyle \Leftrightarrow k_{f}={\frac {F}{A}}.}
Aufgrund der Volumenkonstanz
{\displaystyle A_{0}\,h_{0}=A\,h\Leftrightarrow A=A_{0}\,{\frac {h_{0}}{h}}}
folgt daraus
{\displaystyle \Rightarrow k_{f}={\frac {F}{A_{0}}}{\frac {h}{h_{0}}}={\frac {F}{\pi r_{0}^{2}}}{\frac {h}{h_{0}}}.}
Die so ermittelte Fließspannung wird in der Fließkurve dem Vergleichsumformgrad
{\displaystyle \varphi =ln{\frac {h}{h_{0}}}}
zugeordnet.
Voraussetzung für die Gültigkeit der Gleichung ist ein einachsiger Spannungszustand. Diese Voraussetzung ist nicht mehr erfüllt, wenn die Probe mit zunehmender Verformung ausbaucht. Die unerwünschte Ausbauchung lässt sich durch eine entsprechende Schmierung zwischen Werkzeug und Probe vermindern.
Brauchbare Verhältnisse von Probenhöhe und -durchmesser liegen zwischen 1,5 und 2. Weitere Angaben zu den Versuchsparametern finden sich in der DIN 50106.
Weitere Varianten des Stauchversuchs sind der Flachstauchversuch und der Zylinderstauchversuch nach Rastegaev.